# ベンチャー投資
ベンチャー投資 (ベンチャーとうし、venture investment) とは非上場のベンチャー企業に対して投資し、高い利益を得る投資法である。

## 仕組み
ベンチャー投資の仕組みは上場を視野に入れて大きく成長しているベンチャー企業に対して出資をし、そのあとに大きな利益を得るというものである。
しかし、その企業がその後どのような成長をするかがわからないうえ（この点は普通の投資においても共通している）高い利益を得られる可能性があるものの、莫大な損失を被るかもしれないため、ハイリスク・ハイリターン投資と言われる。